# 集約分散式冷房装置

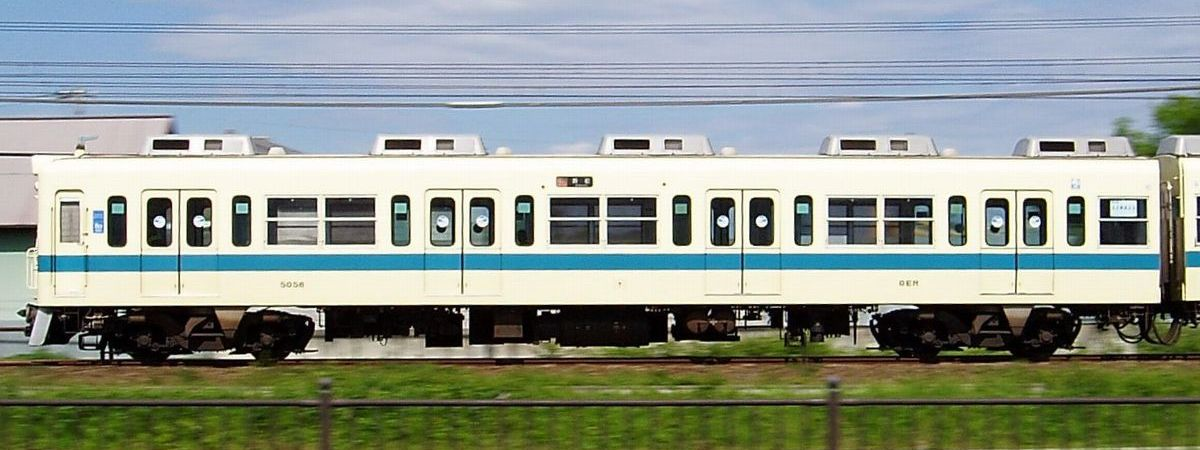
集約分散式を採用した車両（小田急5000形電車 (初代)）

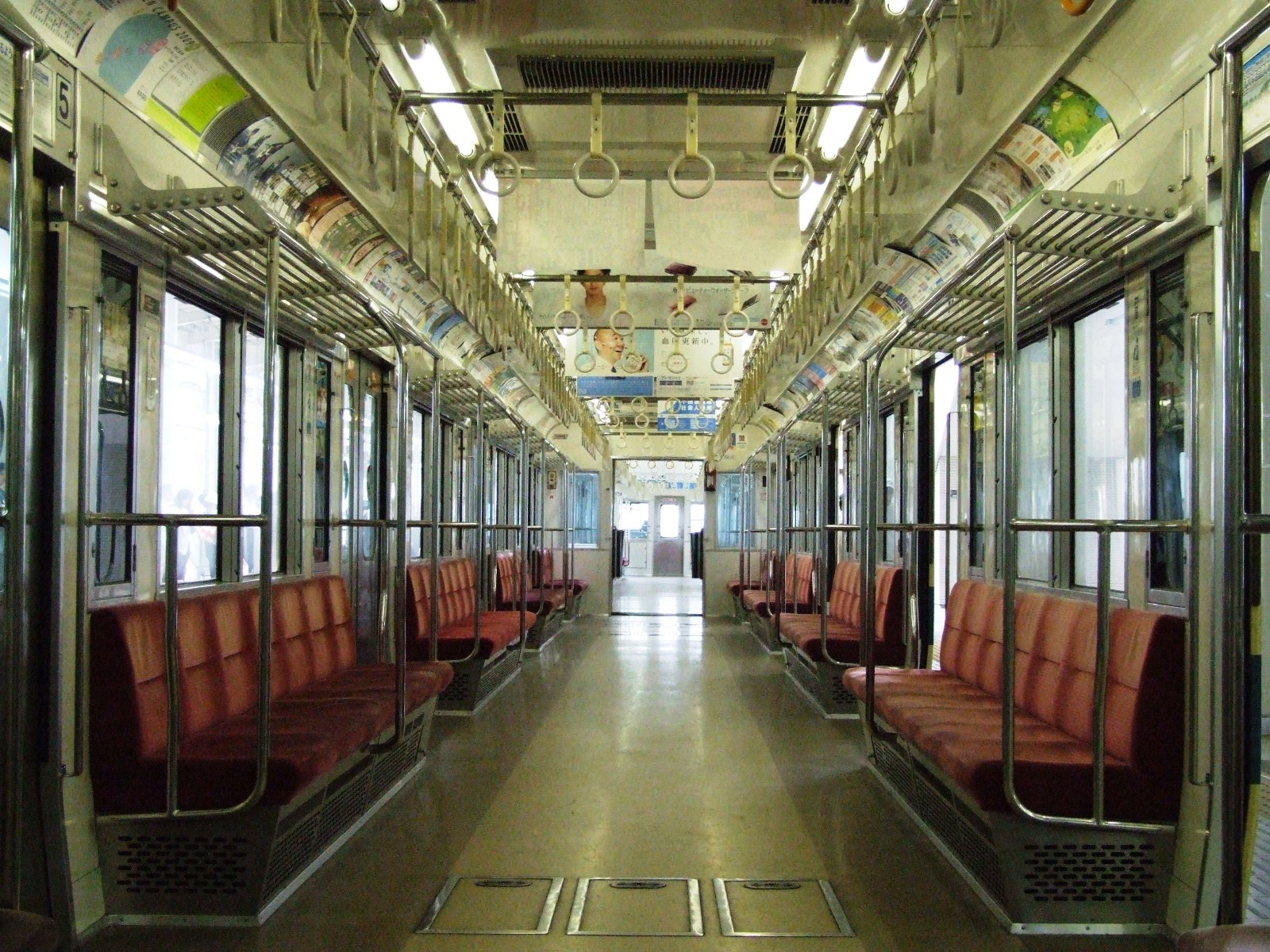
集約分散式を採用した冷房車の車内（小田急5000形電車）

集約分散式冷房装置（しゅうやくぶんさんしきれいぼうそうち）は、鉄道車両の冷房装置の設置方式の一つである。

## 概説
鉄道車両の冷房装置としては、小型の冷房装置を6 - 8台搭載する方法（分散式）と、大型の冷房装置を1台だけ搭載する方法（集中式）があった。それぞれの得失は以下のようになる。
- 車体強度 : 車体の補強などが大掛かりになる集中式よりも、軽微な補強で済む分散式が有利。
- 保守コスト : 機器数が多いため保守コストが増大する分散式よりも、機器が1台だけの集中式が有利。
- 冗長性 : 故障してしまった場合はその車両では冷房が使用不能になる集中式よりも、他の機器で継続して冷房使用が可能な分散式が有利。

本方式は、1970年に京阪神急行電鉄（現・阪急電鉄）が5200系を新製するに当たって、上記で述べた分散式と集中式のそれぞれの利点を生かそうと考案した方式である（同社の装置は東芝製、型式RPU2202）。中型の冷房装置を分散式より台数を減らして設置するため、保守コストは分散式より低減される。また、簡易なダクトを併用して冷気を導く構造となっており、万一1台が故障した場合でも他の冷房装置からダクトで冷気が導かれるため、ある程度冷房効果を維持できる。また、冷房化改造の際には車体の補強が集中式に比べて少なくて済む。なお、試作としては1968年に小田急電鉄が三菱電機製の装置を2400形クハ2478号に搭載したものが最初である。
電源は車両に装備されている補助電源装置から給電されるが、直流電車において後付けで設置されたJRの一部の車両では、補助電源装置の容量増大に伴う交換と冷房用電源の引き通し線を不要にする為、架線からパンタグラフを介して車両に引き込まれた電源を床下に設置された専用の静止形インバータで交流に変換･降圧して各車両に給電する方式と、DC-DCコンバータで直流600Vに降圧して給電する方式、車両屋根上の車端寄りにその車両専用のインバータを設置し、架線からの電源を交流に変換･降圧して給電する方式がある。
また、比較的大容量の装置を2基だけ搭載する方式は集中式に近いため、これを「準集中式」または「セミ集中式」と称する事業者もある。

## 採用例
山陽電気鉄道・西武鉄道などの一部の車両で採用されたほか、小田急電鉄では2000形までこの方式を採用していた。また先述の阪急電鉄をはじめ、東武鉄道、名古屋鉄道、近畿日本鉄道、西日本鉄道などでも1990年代まで長期に亘って採用された。東急8500系電車、京成3500形電車、富士急行5000形電車などの装置は能力的には集約分散式であるが、ダクトがないため構造的には分散式とみなされる。
1基当たりの能力は当初の8,000 - 8,500kcal/hから10,500 - 15,000kcal/hが主流となり、1車両当たりの搭載台数は8,000 - 10,500kcal/hのものを3 - 5台搭載する形（前述の私鉄各社）から、15,000 - 20,000kcal/hのものを2 - 3台搭載する形に減少する傾向にあった。
西日本旅客鉄道（JR西日本）の221系や223系（9000番台を除く）、207系、キハ187系ではこの方式が採用された。JR東日本の特急形車両にもこの方式が採用されているものが多い。さらに、日本国有鉄道時代に製造された寝台客車14系や24系に搭載されているAU76・AU77もこの方式に近いともいえる。また、トンネル断面の制約を大きく受ける第三軌条式やリニアモーター式の地下鉄車両にも、本体を薄型とした類似の冷房装置が搭載される。
なお、関東地方で集約分散式冷房装置を主体としていた私鉄では、2000年頃からの一般・通勤用新車については、集中式冷房装置へ移行する傾向にある（名古屋鉄道・西日本鉄道も同様）。一方で、JR西日本・JR東海・関西地方の私鉄では20,000kcal/hクラスの冷房装置を2基搭載する集約分散式（準集中式）が主流となっている（山陽電気鉄道も、3000系の一部と5000系・5030系では集中式を採用したが、6000系で再び集約分散式が採用された）。関西でも近畿日本鉄道は集約分散式・準集中式であったが、8A系で集中式を採用している。

### 床下搭載方式
高速走行する新幹線車両では、床下に空調装置を搭載することは重心位置を下げることに有利であるため、1969年（昭和44年）に新製した951形試験電車で床下分散式空調（各車2台）が採用されたが、当時は実用化には至らなかった。営業用車両では東海旅客鉄道（JR東海）の300系新幹線で初めて床下空調方式採用されたが、これは1台搭載のため集中式に該当する。700系新幹線以降やE2系新幹線・E3系新幹線以降（2階建てのE4系新幹線を除く）では床下分散式空調（各車2台）が使用されている。
在来線車両でもハイデッカー構造の車両は床下や屋根上に冷房装置の搭載スペースが確保できないことから、一例として小田急電鉄10000形ではこの方式が採用された。

#### 床中搭載方式
前述したハイデッカー構造の車両では、台枠上面（床上と客室床の空間）に搭載した床中搭載方式もある。この方式は近畿日本鉄道20000系や小田急電鉄20000形などに採用がある。

### 集中式から集約分散式へ
国鉄が標準採用していたAU75形集中式冷房装置は、装置1台あたり750 kg程度の重量があり、在来車（非冷房車）の冷房化には2,000万  - 3,000万円近い改造費用と1.5 - 2.5か月近い工期を要し、民営化したJRグループにとっては大きな負担となっていた。このため、民営化後は東海旅客鉄道（JR東海）を皮切りに重量軽減を図れる2台の分散式（集約分散式）とし、工期と改造費用を約1/3に抑えた分散方式が採用された。
東海旅客鉄道（JR東海）ではC-AU711形（各車両2台搭載）として正式に採用され、東日本旅客鉄道（JR東日本）ではAU712形（各車両2台搭載・三菱電機製）として103系、113系、115系などの非冷房車の冷房化に採用された。